# Jacob Christensen
Pour les articles homonymes, voir Christensen.
Jacob Christensen, né le 25 juin 2001 à Copenhague au Danemark, est un footballeur danois qui évolue au poste de milieu central au FC Cologne.

## Biographie

### FC Nordsjælland
Passé par le AB Copenhague, Jacob Christensen est formé au FC Nordsjælland, c'est avec ce club qu'il fait ses débuts professionnels. Promu en équipe première lors de l'été 2018, il joue son premier match en professionnel le 15 juillet 2018 alors qu'il n'est âgé que de 17 ans, lors d'une rencontre de Superligaen face au Esbjerg fB. Il entre en jeu ce jour-là et les deux équipes font match nul (1-1). Il est titularisé pour la première fois en championnat dès la journée suivante, le 22 juillet, lors d'un match nul de Nordsjaelland face à l'AGF Aarhus (1-1 score final). Le 1er octobre 2018 il prolonge son contrat avec son club formateur jusqu'en 2021,.
Il joue son premier match de coupe d'Europe lors d'une rencontre de Ligue Europa face au Cliftonville FC, le 19 juillet 2019. Il est titulaire ce jour-là et son équipe s’impose sur le score de deux buts à un. Malgré son jeune âge (18 ans) Christensen s'impose comme un titulaire dans son équipe lors de la saison 2019-2020. Il inscrit son premier but en professionnel le 31 août 2019, en championnat, lors de la victoire de son équipe face à Hobro IK (2-1).
Le 4 juin 2023, le FC Nordsjælland annonce le départ de Jacob Christensen à expiration de son contrat, à la fin du mois. Il quitte donc le club librement.

### FC Cologne
En juillet 2023, Jacob Christensen rejoint librement le FC Cologne. Le transfert est annonce le 15 juin 2023 et il signe un contrat courant jusqu'en juin 2026 avec le club allemand,.
Il joue son premier match pour le club le 14 août 2023, face au VfL Osnabrück en coupe d'Allemagne. Il entre en jeu à la place de Florian Kainz et son équipe s'impose par trois buts à un.
Le milieu danois peine à s'imposer à Cologne lors de sa première saison, ne faisant que huit apparitions, pour 270 minutes jouées. Il se blesse ensuite sérieusement pendant l'été 2024, victime d'une rupture des ligaments croisés du genou, qui le tient éloigné des terrains pendant de longs mois. 
Fin mars 2025, Christensen fait son retour à l'entraînement collectif du FC Cologne après avoir terminé de soigner sa grave blessure. 

### En sélection
Jacob Christensen fait partie de la sélection du Danemark des moins de 17 ans pour disputer le Championnat d'Europe des moins de 17 ans en 2018, qui se déroule en Angleterre. Il joue trois matchs durant ce tournoi mais son équipe ne parvient pas à sortir de la phase de groupe. Au total il joue neuf matchs avec les moins de 17 ans entre 2017 et 2018.
Avec les moins de 19 ans il est sélectionné à douze reprises entre 2018 et 2020.
Jacob Christensen honore sa première sélection avec l'équipe du Danemark espoirs le 6 septembre 2019 contre la Hongrie, où il est titulaire mais les deux équipes font match nul (0-0).

## Statistiques
| Saison                | Club                  | Championnat           | Championnat | Championnat | Coupe(s) nationale(s) | Coupe(s) nationale(s) | Compétition(s) continentale(s) | Compétition(s) continentale(s) | Compétition(s) continentale(s) | Total | Total |
| Saison                | Club                  | Division              | M.          | B.          | M.                    | B.                    | Comp.                          | M.                             | B.                             | M.    | B.    |
| 2018-2029             | FC Nordsjælland       | Superligaen           | 22          | 0           | 1                     | 0                     | C3                             | 5                              | 0                              | 28    | 0     |
| 2019-2020             | FC Nordsjælland       | Superligaen           | 32          | 1           | 1                     | 0                     | -                              | -                              | -                              | 33    | 1     |
| 2020-2021             | FC Nordsjælland       | Superligaen           | 29          | 0           | 2                     | 0                     | -                              | -                              | -                              | 31    | 0     |
| 2021-2022             | FC Nordsjælland       | Superligaen           | 27          | 0           | 2                     | 0                     | -                              | -                              | -                              | 29    | 0     |
| 2022-2023             | FC Nordsjælland       | Superligaen           | 30          | 0           | 7                     | 1                     | -                              | -                              | -                              | 37    | 1     |
| Sous-total            | Sous-total            | Sous-total            | 140         | 1           | 13                    | 1                     | -                              | 5                              | 0                              | 158   | 2     |
| 2023-2024             | FC Cologne            | Bundesliga            | 7           | 0           | 1                     | 0                     | -                              | -                              | -                              | 8     | 0     |
| Sous-total            | Sous-total            | Sous-total            | 7           | 0           | 1                     | 0                     | -                              | 0                              | 0                              | 8     | 0     |
| Total sur la carrière | Total sur la carrière | Total sur la carrière | 147         | 1           | 14                    | 1                     | -                              | 5                              | 0                              | 166   | 2     |